# West Clare Railway
| West Clare Railway                     | West Clare Railway        |
| -------------------------------------- | ------------------------- |
| Bahnhof Moyasta der West Clare Railway |                           |
| Streckenlänge:                         | 43,5 km                   |
| Spurweite:                             | 914 mm (engl. 3-Fuß-Spur) |
|                                        |                           |

Die West Clare Railway (WCR) war eine Schmalspurbahn in County Clare, Irland. Eine kurzes Teilstück wurde als Museumseisenbahn wieder aufgebaut.

## Geschichte
Die West Clare Railway wurde ursprünglich von 1887 bis 1961 betrieben. Die Schmalspurbahn mit der in Irland üblichen Spurweite von 914 mm (3 ft) verlief von Ennis, über zahlreiche Haltepunkte entlang der Küste über eine Gabelung bei Moyasta Junction nach Kilrush und Kilkee. Die West Clare Railway war die letzte Schmalspurbahn mit Personenbeförderung in Irland. Zwischenstopps gab es in Ennistymon, Lahinch und Miltown Malbay. Sie wurde wegen ihrer Unzuverlässigkeit durch den Song Are Ye Right There Michael? von Percy French bekannt. Obwohl sie in den 1950er-Jahren noch modernisiert und auf Dieselbetrieb umgestellt wurde, wurde die Bahn 1961 aus wirtschaftlichen Gründen eingestellt.
Ein Verein unterhält ein Eisenbahnmuseum am und im Bahnhof Moyasta und hat einen Teil der Strecke als Museumsbahn wieder eröffnet. Nach einem 16 Jahre dauernden Rechtsstreit ist geplant, die Strecke mit einem mit einer Lichtzeichenanlage abgesicherten unbeschrankten Bahnübergang mit einem Museumsneubau auf der anderen Straßenseite zu verbinden. Die nicht mehr genutzten Streckenabschnitte sollen in einen Rad- und Wanderweg umgebaut werden.